# دونينغتون (باركشير)
دونينغتون (بالإنجليزية: Donnington, Berkshire)‏ هي قرية تقع في المملكة المتحدة في باركشير.

## أعلام
- وينيفريد ماكنير